# アレクサンダー・アグリコラ
アレクサンダー・アグリコラ（Alexander Agricola, 1445年もしくは1446年 – 1506年8月）はルネサンス時代に活躍したフランドル楽派の作曲家。

## 生涯
この時代の作曲家によくあるように、彼の若い頃についてはほとんど知られていない。生地も不明であるが、複数のイタリア語の文献に彼のことが「ドイツの」（d'Allemagno、d'Allemagna）と記されていることから考えると、今日のドイツにあたる地域で生まれたのかもしれない。その後の人生については、イタリア、フランス、ネーデルラントで職についていることが確認されているが、その間に活動が不明である時期がなんどかある。彼はしばしば無断で仕事をやめてしまったようだ。1471年から74年の間、彼はミラノのスフォルツァ公のもとで歌手をしていたが、この間、ミラノの聖歌隊はヨーロッパで最大かつ最も有名なアンサンブルの一つへと成長したのであった。同時期のミラノには、他にもロイゼ・コンペール、ジョスカン・デ・プレ、ガスパル・ファン・ヴェールベケなどの作曲家兼歌手が多く滞在していた。
1474年、スフォルツァ公はアグリコラのためにロレンツォ・デ・メディチへの紹介状をしたためており、このことから察するにアグリコラはフィレンツェへ向かったのであろう。1476年にはネーデルラントのカンブレーにいたことが確認される。ここでもおそらく歌手として雇われていたのであろう。その後1491年までの長い期間、彼の活動はほとんどわかっておらず、わずかにフランス王家の礼拝堂で活動していたことがあることが知れるのみである。しかし、1490年代以降、フランスとナポリの間で彼の取り合いがおきるほどであったことを考えると、この時期に彼は着々と作曲家としての名声を築き上げていたのだろう。1500年、ブルゴーニュ公、カスティーリャ王フィリップ美公のもとへ仕えている。アグリコラは、王が帝国内を周遊するのに同行していたようだ。この時期には、ヨーロッパでももっとも名高い作曲家の一人となっていた。1506年8月、スペインのバリャドリッドにおいて、ペストにより没す。

## 音楽様式
アグリコラの様式は、（特に活動初期には）ヨハネス・オケゲムに近く、年を経るとともに、次第にジョスカンの通模倣的な作曲技法を取り入れるようになった。作曲時期が確かである作品はわずかだが、多くの作品では通模倣的でなく、複雑で、リズム変化の多彩なオケゲム的対位法の技法を用いている。ただし、オケゲムとは異なり、アグリコラは繰り返しや、ゼクェンツを用いることに積極的で、1500年ころに通模倣様式が広く流行する頃には、この技法を多く取り入れるようになった。
アグリコラの作品には、ミサ曲、モテット、さまざまなスタイルの世俗音楽（ロンドー、ベルグレット、シャンソン）や器楽音楽が残されている。器楽作品の多くはジル・バンショワやオケゲムの世俗音楽に基づいている。多くの作品が15世紀後半に人気を博していた。
アグリコラは、ブルゴーニュ楽派と、ジョスカン世代のフランドル楽派の両方の様式で作曲しており、この2つの様式の間をつなぐ貴重な存在の一人である。